# Cofidis (ciclisme)
El Cofidis és un equip francès de ciclisme professional en ruta. Creat el 1996, va formar part de l'UCI ProTour de 2005 al 2008, i del Calendari mundial UCI al 2009. Posteriorment, i fins al 2019 va competir als Circuits continentals de ciclisme i en algunes curses de l'UCI World Tour. El 2020 va tornar a ascendir a la màxima categoria d'equip professional, l'UCI WorldTeam.

## Palmarès

### Clàssiques
- Gant-Wevelgem. 1997 (Philippe Gaumont)
- Clàssica de Sant Sebastià. 1998 (Francesco Casagrande)
- Lieja-Bastogne-Lieja. 1999 (Frank Vandenbroucke)
- Campionat de Zuric. 1999 (Grzegorz Gwiazdowski)
- GP Ouest France-Plouay. 2001 (Nico Mattan)
- HEW Cyclassics. 2004 (Stuart O'Grady)

### Grans Voltes
- Tour de França
  - 27 participacions (1997, 1998, 1999, 2000, 2001, 2002, 2003, 2004, 2005, 2006, 2007, 2008, 2009, 2010, 2011, 2012, 2013, 2014, 2015, 2016, 2017, 2018, 2019, 2020, 2021, 2022, 2023)
  - 12 victòries d'etapa
    - 1 el 1997: Laurent Desbiens
    - 1 el 2000: David Millar
    - 1 el 2002: David Millar
    - 1 el 2003: David Millar
    - 2 el 2004: Stuart O'Grady, David Moncoutié
    - 1 el 2005: David Moncoutié
    - 1 el 2006: Jimmy Casper
    - 2 el 2008: Samuel Dumoulin, Sylvain Chavanel
    - 2 el 2023: Victor Lafay, Ion Izagirre

  - Classificacions secundàries
    -  Classificació per equips: 1998
    -  Gran Premi de la muntanya: 1998 (Christophe Rinero)
    -  Premi de la Combativitat: 2008 (Sylvain Chavanel)

- Giro d'Itàlia
  - 9 participacions (2005, 2006, 2007, 2008, 2010, 2020, 2021, 2022, 2023)
  - 3 victòries d'etapa
    - 1 el 2006: Rik Verbrugghe
    - 1 el 2010: Damien Monier
    - 1 el 2021: Victor Lafay

- Volta a Espanya
  - 26 participacions (1997, 1998, 1999, 2001, 2002, 2003, 2004, 2005, 2006, 2007, 2008, 2009, 2010, 2011, 2012, 2013, 2014, 2015, 2016, 2017, 2018, 2019, 2020, 2021, 2022, 2023)
  - 15 victòries d'etapa
    - 2 el 1999: Frank Vandenbroucke (2)
    - 1 el 2001: David Millar
    - 1 el 2002: Guido Trentin
    - 2 el 2003: Luis Pérez Rodríguez, David Millar
    - 1 el 2005: Leonardo Bertagnolli
    - 1 el 2007: Leonardo Duque
    - 1 el 2008: David Moncoutié
    - 1 el 2009: David Moncoutié
    - 1 el 2010: David Moncoutié
    - 2 el 2011: David Moncoutié, Rein Taaramäe
    - 1 el 2014: Daniel Navarro
    - 1 el 2018: Nacer Bouhanni
    - 1 el 2019: Jesús Herrada
    - 1 el 2022: Jesús Herrada
    - 1 el 2023: Jesús Herrada

  - Classificacions secundàries
    -  Classificació per punts: 1999 (Frank Vandenbroucke)
    -  Gran Premi de la muntanya: 2008, 2009, 2010, 2011 (David Moncoutié), 2013 (Nicolas Edet) i 2020 (Guillaume Martin)

### Campionats nacionals
- : Campionat d'Eritrea en contrarellotge: 2018 (Daniel Teklehaimanot)
- : Campionat d'Estònia en ruta: 2001 i 2003 (Janek Tombak), 2009 i 2013 (Rein Taaramäe), 2010 (Kalle Kriit) i 2015 (Gert Jõeäär)
- : Campionat d'Estònia en contrarellotge: 2009, 2011 i 2012 (Rein Taaramäe) 2014, 2015 i 2016 (Gert Jõeäär)
- : Campionat de França en contrarellotge: 2005, 2006 i 2008 (Sylvain Chavanel)
- : Campionat de Letònia en ruta: 2012 (Aleksejs Saramotins)
- : Campionat de Luxemburg en contrarellotge: 2000 (Steve Fogen)

## Classificacions UCI
Copa del Món de ciclisme
| Temporada | Classificació per equips | Millor ciclista en la classificació individual |
| --------- | ------------------------ | ---------------------------------------------- |
| 1997      | 22è                      | Maurizio Fondriest (107è)                      |
| 1998      | 11è                      | Francesco Casagrande (16è)                     |
| 1999      | 16è                      | Frank Vandenbroucke (3r)                       |
| 2000      | 15è                      | Jo Planckaert (71è)                            |
| 2001      | 7è                       | David Millar (16è)                             |
| 2002      | 6è                       | Jo Planckaert (30è)                            |
| 2003      | 7è                       | David Millar (20è)                             |
| 2004      | 10è                      | Stuart O'Grady (8è)                            |

UCI ProTour
| Temporada | Classificació per equips | Millor ciclista en la classificació individual |
| --------- | ------------------------ | ---------------------------------------------- |
| 2005      | 11è                      | David Moncoutié (30è)                          |
| 2006      | 12è                      | Cristian Moreni (29è)                          |
| 2007      | 17è                      | Maxime Monfort (72è)                           |
| 2008      | 16è                      | Nick Nuyens (31è)                              |

Calendari mundial UCI
| Temporada | Classificació per equips | Millor ciclista en la classificació individual |
| --------- | ------------------------ | ---------------------------------------------- |
| 2009      | 20è                      | Rein Taaramäe (49è)                            |
| 2010      | 20è                      | Rein Taaramäe (45è)                            |

UCI Àfrica Tour
| Temporada | Classificació per equips | Millor ciclista en la classificació individual |
| --------- | ------------------------ | ---------------------------------------------- |
| 2010      | 4t                       | Samuel Dumoulin (24è)                          |
| 2013      | 11è                      | Adrien Petit (54è)                             |
| 2014      | 13è                      | Egoitz García (29è)                            |
| 2019      | -                        | Natnael Berhane (9è)                           |
| 2020      | -                        | Natnael Berhane (70è)                          |

UCI Amèrica Tour
| Temporada | Classificació per equips | Millor ciclista en la classificació individual |
| --------- | ------------------------ | ---------------------------------------------- |
| 2015      | 29è                      | Anthony Turgis (77è)                           |

UCI Àsia Tour
| Temporada | Classificació per equips | Millor ciclista en la classificació individual |
| --------- | ------------------------ | ---------------------------------------------- |
| 2015      | 57è                      | Nacer Bouhanni (136è)                          |
| 2016      | 80è                      | Nacer Bouhanni (384è)                          |
| 2018      | 29è                      | Jesús Herrada (72è)                            |

UCI Europa Tour
| Temporada | Classificació per equips | Millor ciclista en la classificació individual |
| --------- | ------------------------ | ---------------------------------------------- |
| 2010      | 4t                       | Jens Keukeleire (7è)                           |
| 2011      | 5è                       | Tony Gallopin (14è)                            |
| 2012      | 7è                       | Samuel Dumoulin (7è)                           |
| 2013      | 11è                      | Adrien Petit (60è)                             |
| 2014      | 3r                       | Julien Simon (7è)                              |
| 2015      | 2n                       | Nacer Bouhanni (1r)                            |
| 2016      | 3r                       | Nacer Bouhanni (8è)                            |
| 2017      | 2n                       | Nacer Bouhanni (1r)                            |
| 2018      | 2n                       | Hugo Hofstetter (1r)                           |
| 2019      | 5è                       | Jesús Herrada (44è)                            |
| 2020      | -                        | Guillaume Martin (16è)                         |
| 2021      | -                        | Christophe Laporte (35è)                       |
| 2022      | -                        | Guillaume Martin (29è)                         |
| 2023      | -                        | Guillaume Martin (33è)                         |

UCI Oceania Tour
| Temporada | Classificació per equips | Millor ciclista en la classificació individual |
| --------- | ------------------------ | ---------------------------------------------- |
| 2005      | 9è                       | Christopher Sutton (10è)                       |
| 2020      | -                        | Nathan Haas (20è)                              |
| 2021      | -                        | Nathan Haas (52è)                              |

El 2016 la Classificació mundial UCI passa a tenir en compte totes les proves UCI. Durant tres temporades existeix paral·lelament amb la classificació UCI World Tour i els circuits continentals. A partir del 2019 substitueix definitivament la classificació UCI World Tour.
| Temporada | Classificació per equips | Millor ciclista en la classificació individual |
| --------- | ------------------------ | ---------------------------------------------- |
| 2016      | -                        | Nacer Bouhanni (20è)                           |
| 2017      | -                        | Nacer Bouhanni (29è)                           |
| 2018      | -                        | Hugo Hofstetter (57è)                          |
| 2019      | 21è                      | Jesús Herrada (56è)                            |
| 2020      | 19è                      | Guillaume Martin (18è)                         |
| 2021      | 15è                      | Christophe Laporte (41è)                       |
| 2022      | 10è                      | Guillaume Martin (35è)                         |
| 2023      | 15è                      | Guillaume Martin (36è)                         |

## Composició de l'equip 2024
| Llista de l'equip 2024   | Llista de l'equip 2024 | Llista de l'equip 2024              | Llista de l'equip 2024 |
| Ciclista                 | Data de naixement      | Equip previ                         |                        |
| ------------------------ | ---------------------- | ----------------------------------- | ---------------------- |
| Piet Allegaert           | 20 de gener de 1995    | Sport Vlaanderen-Baloise (2019)     |                        |
| Stanisław Aniołkowski    | 20 de gener de 1997    | Human Powered Health (2023)         |                        |
| Thomas Champion          | 8 de setembre de 1999  | Bourg-en-Bresse Ain Cyclisme (2020) |                        |
| Bryan Coquard            | 25 de abril de 1992    | B&B Hotels p/b KTM (2021)           |                        |
| Aimé De Gendt            | 17 de juny de 1994     | Intermarché-Circus-Wanty (2023)     |                        |
| Nicolas Debeaumarché     | 24 de febrer de 1998   | Saint Michel-Mavic-Auber 93 (2023)  |                        |
| Kenny Elissonde          | 22 de juliol de 1991   | Lidl-Trek (2023)                    |                        |
| Rubén Fernández Andújar  | 1 de març de 1991      | Euskaltel-Euskadi (2020)            |                        |
| Eddy Finé                | 20 de novembre de 1997 | VC Villefranche Beaujolais (2019)   |                        |
| Milan Fretin             | 19 de març de 2001     | Team Flanders-Baloise (2023)        |                        |
| Simon Geschke            | 13 de març de 1986     | CCC Team (2020)                     |                        |
| Alexis Gougeard          | 5 de març de 1993      | VC Rouen 76 (2023)                  |                        |
| Ben Hermans              | 8 de juny de 1986      | Israel-Premier Tech (2023)          |                        |
| Jesús Herrada López      | 26 de juliol de 1990   | Movistar Team (2017)                |                        |
| Gorka Izagirre Insausti  | 7 de octubre de 1987   | Movistar Team (2023)                |                        |
| Ion Izagirre Insausti    | 4 de febrer de 1989    | Astana-Premier Tech (2021)          |                        |
| Oliver Knight            | 25 de gener de 2001    | AVC Aix-en-Provence (2023)          |                        |
| Jonathan Lastra Martínez | 3 de juny de 1993      | Caja Rural-Seguros RGA (2022)       |                        |
| Nolann Mahoudo           | 17 de novembre de 2002 | CIC U Nantes Atlantique (2023)      |                        |
| Axel Mariault            | 7 de juny de 1998      | Team U Nantes Atlantique (2022)     |                        |
| Guillaume Martin         | 9 de juny de 1993      | Wanty-Gobert (2019)                 |                        |
| Christophe Noppe         | 29 de novembre de 1994 | Arkéa-Samsic (2022)                 |                        |
| Stefano Oldani           | 10 de gener de 1998    | Alpecin-Deceuninck (2023)           |                        |
| Anthony Perez            | 22 de abril de 1991    | AVC Aix-en-Provence (2015)          |                        |
| Alexis Renard            | 1 de juny de 1999      | Israel Start-Up Nation (2021)       |                        |
| Ludovic Robeet           | 22 de maig de 1994     | Bingoal WB (2023)                   |                        |
| Benjamin Thomas          | 12 de setembre de 1995 | Groupama-FDJ (2021)                 |                        |
| Hugo Toumire             | 5 de octubre de 2001   | VC Rouen 76 (2021)                  |                        |
| Harrison Wood            | 14 de juny de 2000     | AVC Aix-en-Provence (2022)          |                        |
| Axel Zingle              | 18 de desembre de 1998 | Club Cycliste d'Étupes (2021)       |                        |
|                          |                        |                                     |                        |
| Font: ProCyclingStats    |                        |                                     |                        |